# مایبانک

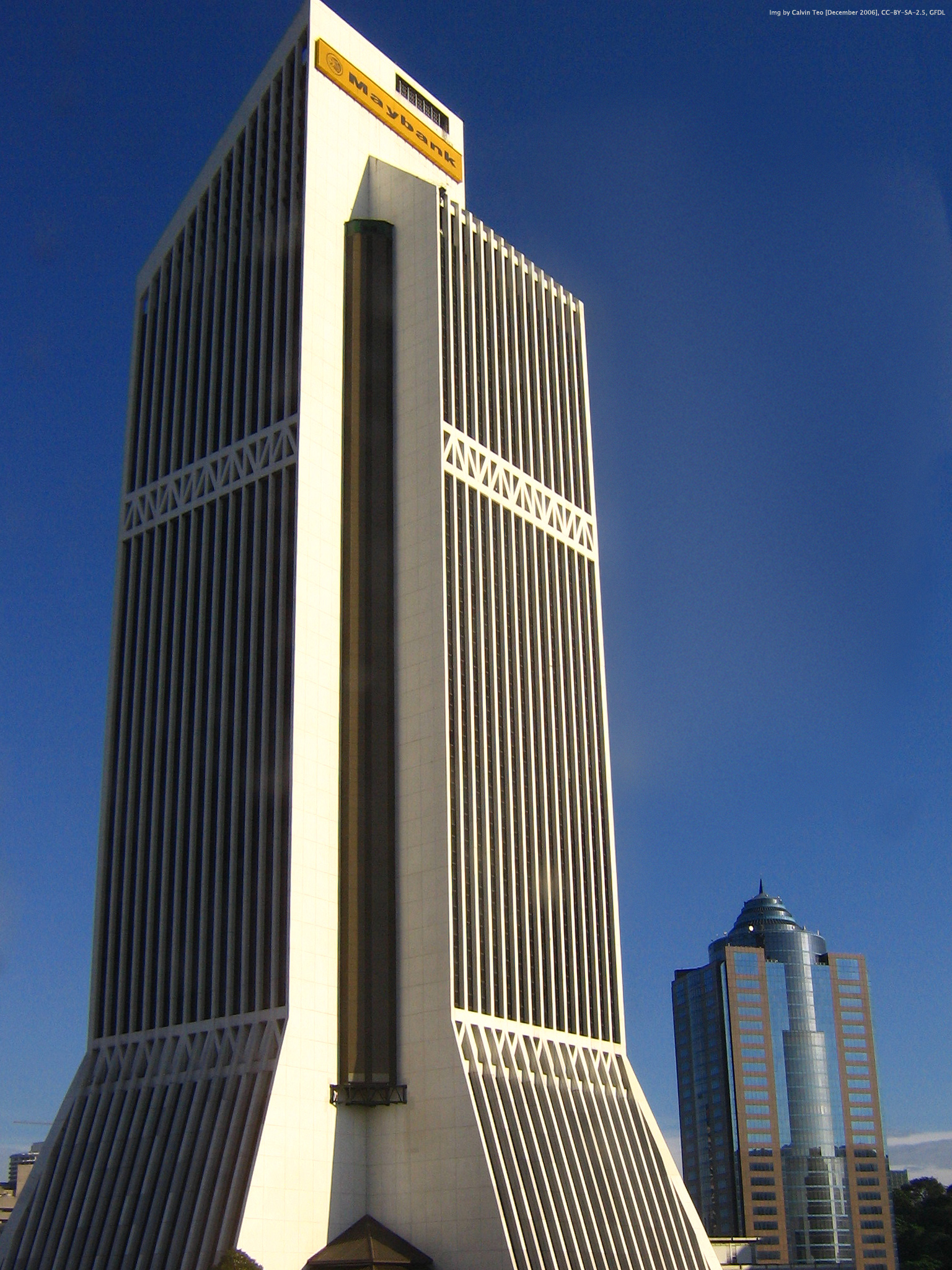
ساختمان مرکزی مایبانک در شهر کوالالامپور

مایبانک (به انگلیسی: Maybank) بزرگترین بانک مالزی است، که طیف وسیعی از خدمات بانکی شامل؛ بانکداری خرد، بانکداری سرمایه‌گذاری و بانکداری اسلامی را ارائه می‌کند. این بانک در سال ۲۰۱۳ در فهرست فوربز جهانی ۲۰۰۰ در رتبه ۳۳۲ از بزرگترین شرکت‌های جهان قرار داشت.
مایبانک در سال ۱۹۶۰ توسط خو تیک پوات تأسیس شد و در حال حاضر دارای شبکه‌ای از ۴۰۹ شعبه در کشورهای مالزی، اندونزی، سنگاپور و فیلیپین می‌باشد.
شعبه مرکزی این بانک در شهر کوالالامپور، مالزی قرار دارد و بخشی از سهام آن در بازار بورس مالزی معامله می‌شود. مایبانک در ماه دسامبر ۲۰۱۳ با ارزش بازار بیش از ۲۵ میلیارد دلار، به‌عنوان بزرگترین شرکت فعال در بورس مالزی شناخته شد.